# Helina dianica
Helina dianica este o specie de muște din genul Helina, familia Muscidae, descrisă de Qian în anul 2006. Conform Catalogue of Life specia Helina dianica nu are subspecii cunoscute.